# Borgen Taggenbrunn

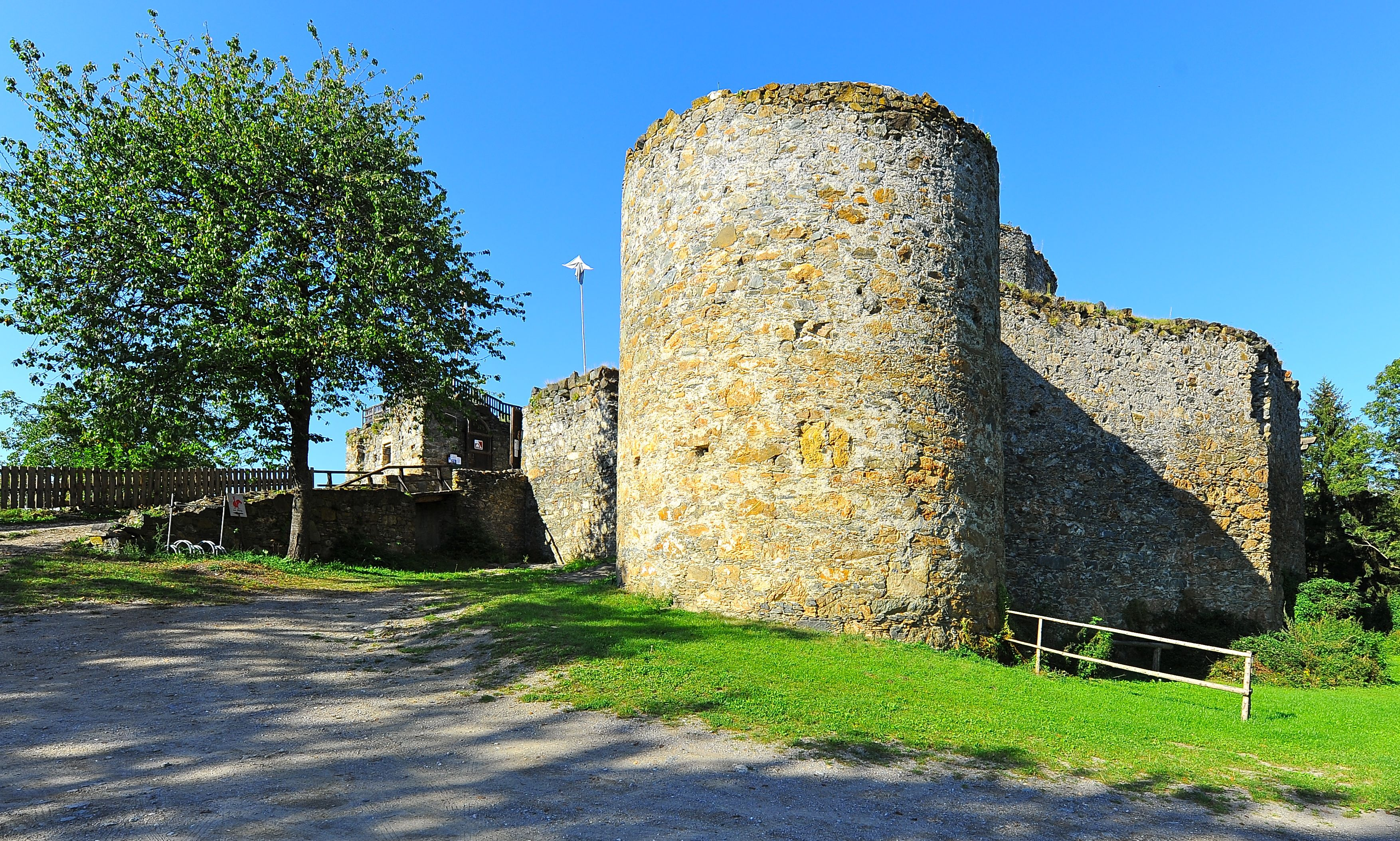

Borgen Taggenbrunn är en senmedeltida borgruin i den österrikiska kommunen Sankt Georgen am Längsee nära staden Sankt Veit an der Glan. 
Orten Taggenbrunn omnämndes för första gången år 1142, borgen Taggenbrunn år 1157. Taggenbrunn tillhörde ärkebiskopsdömet Salzburg fram till 1803. Borgen förstördes 1258 under en fejd mellan ärkebiskopen av Salzburg och släkten Spanheim, men återuppbyggdes tio år senare. Även 1479 förstördes borgen av kejserliga trupper när ärkebiskopen av Salzburg öppnade borgen för ungerska trupper. Efter att borgen återlämnats till Salzburg år 1479 började utbyggnaden av fästningen som avslutades 1503. Fram till 1692 bodde ärkebiskopsdömet Salzburgs tjänstemän på fästningen.
När Salzburg 1803 förlorade sin suveränitet som furstendöme kom Taggenbrunn till Österrike. Redan då var borgen förfallen. 1883 köpte familjen Kleinszig borgen.
Borgen med utsikt över Sankt Veit an der Glan är nuförtiden bebodd igen och hyser en restaurang. 